# Fotbal Club Sheriff Tiraspol 2014-2015
Questa voce raccoglie le informazioni riguardanti il Fotbal Club Sheriff Tiraspol nelle competizioni ufficiali della stagione 2014-2015.

## Rosa
Fonte:
| N. |                                 | Ruolo | Calciatore         |
| -- | ------------------------------- | ----- | ------------------ |
|    | Argentina (bandiera)            | P     | Matías Degra       |
|    | Moldavia (bandiera)             | P     | Serghei Juric      |
|    | Moldavia (bandiera)             | P     | Alexei Koșelev     |
|    | Moldavia (bandiera)             | P     | Serghei Pașcenco   |
|    | Moldavia (bandiera)             | D     | Igor Bondarenco    |
|    | Bosnia ed Erzegovina (bandiera) | D     | Amer Dupovac       |
|    | Brasile (bandiera)              | D     | Ernandes           |
|    | Moldavia (bandiera)             | D     | Valerii Macrițchii |
|    | Costa d'Avorio (bandiera)       | D     | Marcel Metoua      |
|    | Moldavia (bandiera)             | D     | Andrey Novicov     |
|    | Moldavia (bandiera)             | D     | Maxim Potîrniche   |
|    | Bosnia ed Erzegovina (bandiera) | D     | Mateo Sušić        |
|    | Moldavia (bandiera)             | D     | Serghei Svinarenco |
|    | Moldavia (bandiera)             | D     | Constantin Țurcan  |
|    | Burkina Faso (bandiera)         | C     | Wilfried Balima    |
|    | Brasile (bandiera)              | C     | Cadú               |
|    | Serbia (bandiera)               | C     | Mihajlo Cakić      |
|    | Croazia (bandiera)              | C     | Ivan Crnov         |
|    | Moldavia (bandiera)             | C     | Serghei Gheorghiev |

| N. |                     | Ruolo | Calciatore        |
| -- | ------------------- | ----- | ----------------- |
|    | Croazia (bandiera)  | C     | Igor Jugović      |
|    | Brasile (bandiera)  | C     | Leonel Olímpio    |
|    | Spagna (bandiera)   | C     | Aitor Monroy      |
|    | Romania (bandiera)  | C     | Andrei Mureșan    |
|    | Moldavia (bandiera) | C     | Vadim Paireli     |
|    | Moldavia (bandiera) | C     | Artiom Razgoniuc  |
|    | Moldavia (bandiera) | C     | Dmitri Semirov    |
|    | Ucraina (bandiera)  | C     | V″jačeslav Šarpar |
|    | Brasile (bandiera)  | C     | Tiago Galvão      |
|    | Ghana (bandiera)    | C     | Seidu Yahaya      |
|    | Moldavia (bandiera) | A     | Maxim Antoniuc    |
|    | Moldavia (bandiera) | A     | Radu Gînsari      |
|    | Bulgaria (bandiera) | A     | Ismail Isa        |
|    | Moldavia (bandiera) | A     | Maxim Iurcu       |
|    | Brasile (bandiera)  | A     | Juninho Potiguar  |
|    | Moldavia (bandiera) | A     | Andrei Macrițchii |
|    | Moldavia (bandiera) | A     | Eugeniu Rebenja   |
|    | Brasile (bandiera)  | A     | Ricardinho        |
|    | Moldavia (bandiera) | A     | Artiom Zabun      |